# يانماوداو (سيف)
يانماوداو (بالصينية :雁毛刀؛ "سيف الإوزة") هو نوع من الداو الصيني، يستخدم كسلاح عسكري قياسي خلال عهد أسرة مينغ وأسرة تشينغ الوسطى (1368–1800). تكون الشفرة مستقيمة حتى يبدأ المنحنى حول مركز الإيقاع على طول الربع الأخير أو نحو ذلك من الشفرة التي تقترب من الحافة. مركز الإيقاع هو النقطة الموجودة على الشفرة ذات أقل اهتزاز عند التلامس القوي، وهي النقطة الموجودة على الشفرة التي تنقل أكبر قدر من القوة إلى الهدف في الضربة القوية. يسمح هذا بتوجيه الهجمات والتعامل بشكل عام بشكل مشابه لتلك الخاصة بالجيان ، مع الحفاظ على الكثير من نقاط قوة الداو في القطع.  
يبدو أن هذا النوع من السيوف قد فقد شعبيته لدى ممارسي الفنون العسكرية والفنون القتالية على حدٍ سواء بحلول نهاية القرن الثامن عشر.
تمتلك يانماوداو دائمًا قبضات مستقيمة، على الرغم من تصوير المقابض المنحنية للأسفل في أعمال مينغ الفنية. خلال القرن الأخير من حكم تشينغ، أصبحت القبضة المنحنية أكثر انتشارًا من القبضة المستقيمة.